# Earl Snell
Earl Willcox Snell (* 11. Juli 1895 im Gilliam County, Oregon; † 28. Oktober 1947 im Lake County, Oregon) war ein US-amerikanischer Politiker und von 1943 bis 1947 der 23. Gouverneur des Bundesstaates Oregon.

## Frühe Jahre und politischer Aufstieg
Nach dem Besuch der Grundschulen studierte Earl Snell am Oregon Institute of Technology, wo er allerdings keinen Abschluss machte. Danach arbeitete er als Journalist und betrieb zwischen 1915 und 1945 ein erfolgreiches Autohaus. Snell nahm auch als Soldat am Ersten Weltkrieg teil. Später dehnte er seine geschäftlichen Aktivitäten noch auf die Viehzucht und das Bankwesen aus.
Snell siedelte sich schon früh in Arlington an. Dort wurde der Republikaner 1926 auch Mitglied des Stadtrates. Zwischen 1927 und 1933 saß er im Repräsentantenhaus von Oregon. Im letzten Jahr fungierte er dort als Speaker. Von 1935 bis 1943 war Snell Staatssekretär (Secretary of State) von Oregon. Bei den Gouverneursvorwahlen des Jahres 1942 konnte er seinen Parteikollegen, den amtierenden Gouverneur Charles A. Sprague, schlagen. Mit Hilfe der Vereinigung der Automobilverkäufer gelang ihm auch der Sieg bei den eigentlichen Gouverneurswahlen gegen den Demokraten Lew Wallace.

## Gouverneur von Oregon
Snell trat sein neues Amt am 11. Januar 1943 an. In seiner Amtszeit hat er mit Hilfe von Bundesgeldern das Autobahnnetz weiter ausgebaut. Er verwirklichte die noch nicht in Oregon eingeführten Teile des New-Deal-Programms der Bundesregierung. In seine Amtszeit fällt auch das Ende des Zweiten Weltkrieges. Das warf in Oregon die gleichen Probleme wie in den anderen Bundesstaaten auf. Die Wirtschaft musste wieder auf den zivilen Bedarf zurückgefahren werden. Die heimkehrenden Soldaten mussten wieder in die Gesellschaft eingegliedert werden und die Invaliden und Hinterbliebenen der Gefallenen mussten versorgt werden. Gouverneur Snell war im Jahr 1946 so populär, dass er problemlos und mit überwältigender Mehrheit in eine zweite Amtszeit gewählt wurde. Er galt auch als möglicher Kandidat für einen Sitz im US-Senat bei einer kommenden Wahl.
Snell konnte diese Pläne aber nicht mehr verwirklichen. Nach nur neun Monaten in seiner zweiten Amtszeit starb er zusammen mit seinem Staatssekretär Robert S. Farrell und dem Senatspräsidenten Marshall E. Cornett bei einem Flugzeugabsturz am 28. Oktober 1947. Damit starben mit dem Gouverneur auch die beiden ranghöchsten Beamten und verfassungsmäßigen Nachfolger für das Gouverneursamt. Aus diesem Grunde musste der Präsident des Repräsentantenhauses, John Hubert Hall, das Amt des Gouverneurs übernehmen.
Earl Snell war mit Edith Welshons verheiratet, mit der er ein Kind hatte.